# John Byrne Skerrett
John Byrne Skerret (1778-10 de marzo de 1814) fue un militar británico que luchó en la Guerra de la Independencia Española y en la Guerra de la Sexta Coalición.

## Biografía
Fue el único hijo del teniente general John Nicholas Skerrett. Es nombrado alférez en 1783, Teniente en 1784, capitán en 1795, mayor en 1798, teniente coronel en 1800, coronel en 1810 y Mayor General en 1813.
En la Guerra de la Independencia Española está con su regimiento en Cádiz en 1809. Es comandante de la Fuerza Británica para la defensa de Tarifa del 19 de diciembre de 1811 al 5 de enero de 1812 donde logra derrotar a las tropas francesas y participa en la toma de Sevilla en 1812.
Será comandante de brigada en los Países Bajos de 1813 a 1814 y morirá en el fracasado asalto a Bergen op Zoom en 1814.
Hay un monumento a Skerrett en el transepto norte de la Catedral de San Pablo de Londres.